# Seven Days
Seven Days je debitantski studijski album slovenske rock skupine Tide, izdan septembra 2005 pri založbi CPZ Records (Celo pametna založba).
Njihov prvi videospot za pesem »Release My Gun« je bil posnet v sodelovanju z AVK Zavodom oktobra 2005. Deležen je bil odličnih odzivov in bil uvrščen v redni program predvajanja na MTV Adria in bil predstavljen tudi v programu MTV Europe (MTV World Chart Express). Temu uspehu so sledili nastopi po klubih in na festivalih. Tide so se predstavili tudi s koncertom v oddaji Sobotna noč na nacionalni TV Slovenija. Kot gostje skupine so nastopili David Kovšca – Buda (Elvis Jackson, vokal), Šero (Leaf-fat, vokal) in Tokac (Dan D, vokal).
Januarja 2006 so z ekipo Zavoda AVK v studiu Arkadena posneli videospot »Evolution«, ki je bil na televizijskih ekranih predstavljen aprila 2006. V okviru programa MTV Adria je bil uvrščen med Top 20 najbolj popularnih videospotov, uvrstil se je tudi na Rock Charts MTV Adria. Spomladi in poleti 2006 so organizirali več koncertov, sodelovali pa so tudi na festivalih v Sloveniji (Njoki Summer Festival, festival Lent, Rock Otočec, Zmaj 'ma mlade, Gra(n)d Rock Sevnica in drugi). Tega leta so se prvič predstavili tudi na festivalu Exit v Beogradu.

## Seznam pesmi
Vse pesmi je napisal in uglasbil Kevin Koradin.
| Št.             | Naslov                  | Dolžina |
| --------------- | ----------------------- | ------- |
| 1.              | „Release My Gun‟        | 3:38    |
| 2.              | „Evolution‟             | 2:57    |
| 3.              | „Misunderstood‟         | 3:27    |
| 4.              | „Do You Know the Sound‟ | 4:30    |
| 5.              | „Lost Inside‟           | 4:40    |
| 6.              | „Long Way Home‟         | 3:35    |
| 7.              | „Strange Day‟           | 4:41    |
| 8.              | „Not a Whore‟           | 3:34    |
| 9.              | „Wave Goodbye‟          | 3:58    |
| 10.             | „Leave This Place‟      | 4:39    |
| 11.             | „Brain Damage‟          | 3:19    |
| Skupna dolžina: | Skupna dolžina:         | 42:58   |

## Zasedba

### Tide
- Kevin Koradin — vokal, kitara, aranžmaji
- Matej Batelič – Giovanni — bas kitara
- Mikkel Brink — bobni

### Ostali
- Matthijs van der Spek — pomoč pri aranžmaju (11)